# Itaíba
Itaíba este un oraș în Pernambuco (PE), Brazilia.